# Arnold Pagenstecher
Arnold Andreas Friedrich Pagenstecher (Dillenburg, 25 december 1837 - Wiesbaden, 11 juni 1913) was een Duitse arts en entomoloog.

## Levensloop
Pagenstecher werd geboren als zoon van rechter Ernst Alexander Pagenstecher en zijn in Frankfurt am Main geboren vrouw Johanna Scherbius. Na zijn afstuderen aan het Humanistisch Gymnasium in Wiesbaden studeerde hij vanaf 1855 geneeskunde aan de universiteiten van Würzburg, Berlijn en Utrecht. In 1861 keerde hij terug naar Wiesbaden en begon te oefenen bij het oogheelkundig instituut van zijn neef Alexander Pagenstecher. In 1863 vestigde hij zich als huisarts en specialist in oorgeneeskunde en trouwde met von Rössler. In 1876 werd hij benoemd tot lid van de Sanitätsrat en in 1896 tot lid van de Geheimen Sanitätsrat.

## Vrijwilligerswerk

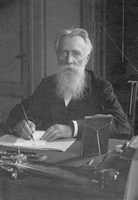
Arnold Pagenstecher

Van 1868 tot 1880 was Pagenstecher lid van de gemeenteraad van Wiesbaden, vanaf 1891 gemeenteraadslid en vanaf 1902 gemeenteraadsvoorzitter van Wiesbaden. Vanwege zijn inzet voor het welzijn van de stad werd Pagenstecher in 1907 tot ereburger benoemd.
Naast zijn professionele activiteiten was Pagenstecher van 1882 tot 1900 in dienst van het Pruisische Staatsministerie als secretaris van de Nassauer Vereniging voor Natuurhistorie en inspecteur van het Natuurhistorisch Museum. Nadat de stad de drie musea van Wiesbaden had overgenomen, werd hij in 1900 benoemd tot directeur van het Natuurhistorisch Museum. Een dergelijke activiteit werd op vrijwillige basis uitgevoerd en Pagenstecher moest nog voor zijn praktijk zorgen.
Vanwege het nijpende ruimtegebrek voor de wetenschappelijke collecties voerde hij samen met Remigius Heinrich Fresenius (1847–1920) campagne voor de nieuwbouw van het museum aan de huidige Friedrich-Ebert-Allee. Omdat de stad Wiesbaden een nieuw gebouw in het vooruitzicht had, begonnen in 1896 overnameonderhandelingen met vertegenwoordigers uit Berlijn. Met de curator Eduard Lampe (1871–1919) kon Pagenstecher belangrijke invloed uitoefenen op het ontwerp van de tentoonstelling en de werkruimten, die vanaf 1911 door Theodor Fischer werden gepland en nog steeds voldoen aan de huidige normen. Pagenstecher maakte de start van de bouw in 1913 echter niet meer mee. In 1908 erkende de vereniging zijn verdiensten door hem het erelidmaatschap toe te kennen.
Daarnaast was hij actief in tal van liefdadigheidsorganisaties, bijvoorbeeld als voorzitter van de Wiesbadener Hilfsvereins des Viktoriastifts Kreuznach, als plaatsvervangend voorzitter van de Wiesbadense Rode Kruisvereniging en als bestuurslid van het Diakonissen-Mutterhauses Paulinenstift.

## Wetenschappelijk werk
Het belangrijkste wetenschappelijke werk van Pagenstecher kan worden onderverdeeld in:
- Medisch-anatomisch onderzoek, met voornamelijk geschriften over oogheelkunde en otolaryngologie. Ook hield Pagenstecher zich intensief bezig met de voordelen van baden.
- Entomologisch onderzoek aan vlinders waarbij hij zich voornamelijk toelegde op de grote pages (Papilionidae) van het Oriëntaals gebied. Door vlindermateriaal uit tal van regio's te verwerken, verwierf hij uitgebreide kennis over de biogeografie. Dit resulteerde in 1909 in de publicatie van Die geographische Verbreitung der Schmetterlinge.

In totaal zijn er meer dan 90 wetenschappelijke artikelen van zijn hand. Zelf beschreef hij meer dan 250 nieuwe vlindersoorten voor de wetenschap.
In het Museum Wiesbaden legde hij met zijn eigen collectie de basis voor de vlindercollectie en wist hij tal van privécollecties te verwerven, zoals de collecties van M.J. Bastelberger, August Fuchs en Adolf Roessler. Met meer dan 600.000 exemplaren en honderden soorten is het nog steeds een belangrijke collectie in Europa. 
- CiNii: DA12592858
- Gemeinsame Normdatei: 116015578
- International Standard Name Identifier: 0000 0000 4500 9691
- Library of Congress Control Number: no2006035469
- Nationale Bibliotheek van Israël: 987011093175905171
- Nederlandse Thesaurus van Auteursnamen: 073779180
- Réseau des bibliothèques de Suisse occidentale: 02-A003664968
- Système universitaire de documentation: 137197055
- Virtual International Authority File: 77056607
- WorldCat: E39PBJm4VdFKyHjGVmvwDxqhHC